# Ostracismo

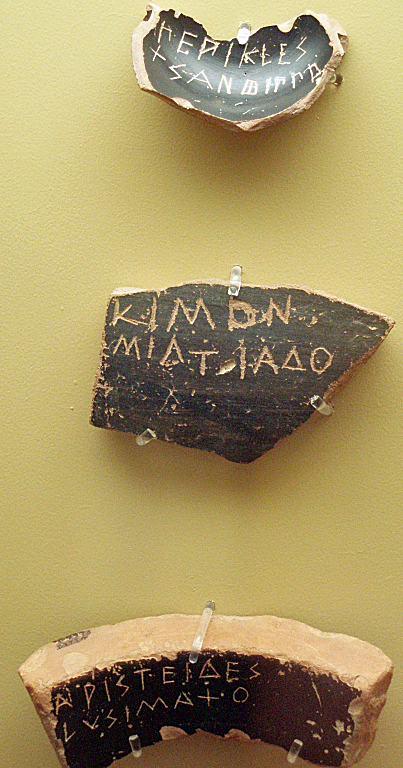
ostrakon, ὄστρακον

El ostracismo era, en la Antigua Grecia, el destierro al que se condenaba a los ciudadanos que se consideraban malos o muy malos para la soberanía popular. Aunque algunos casos expresaban claramente la ira popular contra el ciudadano, el ostracismo se utilizaba a menudo de forma preventiva. Se utilizaba como forma de neutralizar a alguien que se consideraba una amenaza para el Estado o un tirano en potencia, aunque en muchos casos la opinión popular solía influenciar la expulsión.

## Etimología
La palabra griega ὀστρακισμός (ostrakismós) significa exactamente "destierro por mal gobierno/desempeño/conducta".
La palabra ὄστρακον (óstrakon) quiere decir cáscara de huevo, caparazón de tortuga, caparazón en general, incluso los que están hechos de barro. También se refiere a un trozo de terracota en forma de concha donde se escribía el nombre de aquellos ciudadanos de la Antigüedad que serían desterrados después de una votación.

## Procedimiento
El nombre se deriva de los fragmento de cerámica que se usaban como fichas de votación, llamados  ostraka (singular ostrakon, ὄστρακον) en griego. La cerámica rota, abundante y prácticamente gratuita, servía como una especie de papel de desecho (en contraste con el papiro, que se importaba de Egipto como superficie de escritura de alta calidad y, por lo tanto, era demasiado costoso de ser desechable).
Cada año se preguntaba a los atenienses en la asamblea si deseaban celebrar un ostracismo. La pregunta se planteaba en el sexto de los diez meses utilizados para asuntos estatales bajo la democracia (enero o febrero en el moderno calendario gregoriano). Si votaban "sí", entonces se llevaría a cabo un ostracismo dos meses después. En una sección del ágora separada y convenientemente protegida, los ciudadanos daban el nombre de aquellos que deseaban que fueran condenados al ostracismo a un escriba, ya que muchos de ellos eran analfabetos, y luego grababan el nombre en fragmentos de cerámica. Los fragmentos se apilaban boca abajo, por lo que los votos permanecían anónimos. Nueve arcontes y el consejo de los quinientos supervisaban el proceso mientras que los Arcontes contaban los ostraka presentados y clasificaban los nombres en montones separados. La persona cuya pila contuviera la mayor cantidad de "ostraka" era desterrada, siempre que se cumpliera un cuórum. Según Plutarco, el ostracismo se consideraba válido si el número total de votos emitidos era de al menos 6000; según un fragmento de Filócoro, al menos 6000 votos tenían que ser emitidos contra la persona que iba a ser desterrada. La evidencia de Plutarco de un cuórum de 6000 está de acuerdo con el número requerido para las concesiones de ciudadanía en el siglo siguiente y generalmente se prefiere.
La persona nominada disponía de diez días para salir de la ciudad. Si intentaba regresar, la pena era la muerte. La propiedad del hombre desterrado no era confiscada ni había pérdida de estatus. Después de diez años, se permitía regresar sin estigma. Era posible que la asamblea recordara a una persona condenada al ostracismo con anticipación; antes de la Invasión persa de 479 a. C., se declaró una amnistía en virtud de la cual se sabe que volvieron al menos dos líderes condenados al ostracismoː el padre de Pericles, Jantipo y Aristides 'el Justo'. De manera similar, Cimón, condenado al ostracismo en 461 a. C., fue llamado durante una emergencia.

## En la Antigua Grecia
La ley del ostracismo en Atenas data del año 510 a. C., instituida según la tradición por Clístenes y puesta en práctica en el año 487 a. C. como lucha contra la tiranía. Primero fue condenado el político Hiparco, más tarde Megacles V, Jantipo (padre de Pericles) y en el 482 a. C. Arístides, por sus enfrentamientos sociales a favor de los campesinos y en contra de las flotas marítimas. El último condenado se sabe que fue un demagogo ateniense, llamado Hipérbolo, en el año 417 a. C.
Para aplicar la ley se reunían cada año durante la sexta pritanía (entre enero y febrero) en asamblea y votaban sobre si se debía proceder a un ostracismo.
La votación se realizaba a mano alzada, no había un debate y los nombres de los candidatos no se revelaban. Si el resultado era positivo, volvían a efectuar una votación pública dos meses más tarde, en la siguiente pritanía: se reunían nuevamente, pero esta vez en asamblea solemne (catekkelesía) con un quorum de 6000 votantes, y cada ciudadano que deseaba votar, inscribía sobre un fragmento de cerámica o a veces en una concha de ostra (de ahí la palabra ostracon), el nombre del sujeto cuyo destierro le parecía necesario para el bien público. Siempre que había una mayoría absoluta de votos, la persona cuyo nombre aparecía, debía abandonar la ciudad en el plazo máximo de diez días y permanecer exiliado durante diez años.
El exilio no era permanente y, además, la persona exiliada no perdía sus derechos como ciudadano e incluso podía ser perdonado por una nueva votación de la asamblea. Durante el periodo de destierro, la ekklesía conservaba los ostraca en los que figuraban los nombres de los ostraquizados.
Esta votación se hacía al pie de la colina en la que se ubicaba el Cerámico, el barrio de alfareros de Atenas. Al pie de dicha colina se arrojaban los productos de alfarería defectuosos, rompiéndose en trozos cóncavos que recordaban la forma cóncava e irregular de una concha de ostra (ostracon).
Era un mecanismo de autodefensa popular, un simple voto de confianza política: no constituía una pena judicial, ni un condena penal.
Por Aristóteles se sabe que también el gobierno democrático de Argos practicaba el ostracismo. En un escolio a Aristófanes se cita a Megara y a Mileto como ciudades donde asimismo se aplicaba el ostracismo.

## En Atenas
El ostracismo fue sobre todo utilizado como arma política en manos del demos que tuvo su impacto en las rivalidades entre las heterías políticas (facciones aristocráticas) en el primer cuarto del siglo V a. C..
Plutarco refiere cómo Hipérbolo fue ostraquizado mediante un acuerdo entre Nicias y Alcibíades, que anteriormente habían estado enfrentados, y que deberían haber sido los protagonistas de la «ostracoforia», ya que estaban propuestos por la asamblea ese mismo año de 417 a. C.: «Como el pueblo estaba a punto de votar el ostracismo de uno de los dos, tras ponerse de acuerdo las facciones de ambos, instaron el ostracismo de Hipérbolo».
El propio Plutarco escribe en tono jocoso una anécdota sobre el ostracismo de Arístides: 

Se cuenta que un analfabeto, tras entregar su óstrakon a Arístides, le pidió que escribiera por él el nombre de Arístides. Este, asombrado, le preguntó si Arístides le había causado algún daño. «En absoluto ―respondió el analfabeto― ni conozco a ese hombre, pero me molesta oírle llamar por todas partes “el Justo”». Después de escucharle, Arístides no replicó: escribió su propio nombre y le devolvió el óstrakon.
Plutarco, op. cit. VII, 7–8

Su ostracismo tuvo lugar en la primavera de 482 a. C., aunque a propuesta de Temístocles se aprobó un decreto de amnistía. Aristóteles y Cornelio Nepote discrepan en el año. Cf. Arístides
La desaparición del ostracismo se explica por la posibilidad de utilizar otros métodos menos duros (sin necesidad de cuórum) para eliminar a los adversarios políticos: el más importante de ellos fue la eisangelia, un procedimiento de acusación de un magistrado ante la asamblea.

## Distinción con otros procesos democráticos atenienses
El ostracismo era crucialmente diferente del Derecho ateniense de la época; no había cargos y la persona expulsada no podía defenderse. Las dos fases del procedimiento se desarrollaban en orden inverso al utilizado en casi cualquier sistema de enjuiciamiento, es decir, como si primero se preguntara a un jurado "¿Desean declarar culpable a alguien?", y posteriormente se le preguntara "¿A quién desean acusar?". El marco judicial es quizá la característica más peculiar de la institución: puede celebrarse como máximo una vez al año, y sólo para una persona. Se asemeja al pharmakos griego o chivo expiatorio-aunque en contraste, el pharmakos generalmente expulsaba a un miembro humilde de la comunidad.
Otra distinción entre estos dos modos (y no obvia desde una perspectiva moderna) es que el ostracismo era un procedimiento automático que no requería la iniciativa de ningún individuo, pues la votación se producía simplemente por deseo del electorado, un ejercicio difuso del poder. Por el contrario, un juicio ateniense necesitaba la iniciativa de un ciudadano concreto: el fiscal. Mientras que el enjuiciamiento a menudo daba lugar a un contraataque (o era un contraataque en sí mismo), en el caso del ostracismo no era posible tal respuesta, ya que la responsabilidad recaía en el conjunto del pueblo. En contraste con un juicio, el ostracismo generalmente reducía la tensión política en lugar de aumentarla.
Aunque diez años de destierro podían suponer un reto para los atenienses, era un castigo poco severo comparado con las penas que podían imponer los tribunales. Cuando se trataba de políticos considerados contrarios a los intereses del pueblo, los jurados atenienses podían infligir penas severas, como la muerte, multas impagables, confiscación de bienes, exilio permanente o pérdida de los derechos de los ciudadanos mediante atimia.  Además, los atenienses de élite que sufrían el ostracismo eran hombres ricos o nobles que tenían conexiones o xenoi' en el amplio mundo griego y que, a diferencia de los auténticos exiliados, podían acceder a sus ingresos en Ática desde el extranjero. En Plutarco, siguiendo el pensamiento antidemocrático común en las fuentes de la élite, se podía volver a llamar a la gente antes de tiempo, siendo así un ejemplo de la inconsistencia del mayoritarismo característico de la democracia ateniense. Sin embargo, diez años de exilio solían resolver lo que había motivado la expulsión. El ostracismo era una medida pragmática; no se aplicaba el concepto de cumplimiento de la pena completa, ya que era una medida preventiva, no punitiva.
.

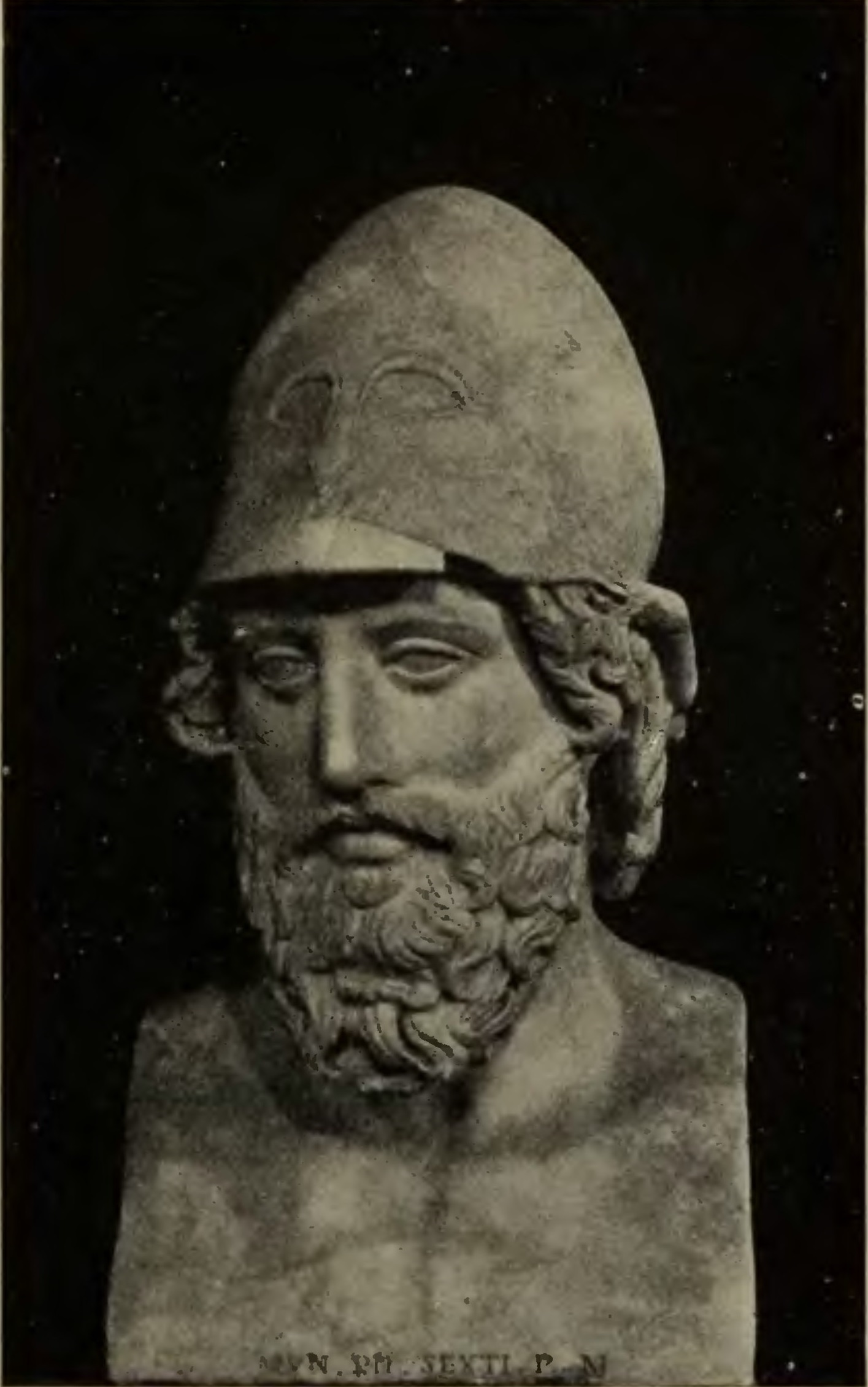
Busto de Temístocles, que fue exiliado por ostracismo y huyó a Argos hacia 471 o 472 a. C., a pesar de una impactante carrera militar

Un ejemplo de los aspectos prácticos del ostracismo procede del alijo de 190 ostraka descubierto arrojado en un pozo junto a la acrópolis.  Por la caligrafía, parecen haber sido escritas por catorce individuos y llevan el nombre de Temístocles, condenado al ostracismo antes del 471 a. C., y evidentemente estaban destinadas a ser distribuidas entre los votantes.  Esto no era necesariamente una prueba de fraude electoral (no siendo peor que las modernas tarjetas de instrucciones para votar), pero el hecho de que fueran arrojadas al pozo puede sugerir que sus creadores deseaban ocultarlas. De ser así, estas ostraka proporcionan un ejemplo de grupos organizados que intentan influir en el resultado de los ostracismos. El intervalo de dos meses entre la primera y la segunda fase habría permitido una campaña de este tipo.
Sin embargo, existe otra interpretación, según la cual estas ostraka fueron preparadas de antemano por empresarios emprendedores que las ofrecían a la venta a ciudadanos que no podían inscribir fácilmente por sí mismos los nombres deseados o que simplemente deseaban ahorrar tiempo.
El intervalo de dos meses es una característica clave de la institución, al igual que en las elecciones de las democracias liberales modernas. Evitaba que el candidato a la expulsión fuera elegido por enfado inmediato, aunque un general ateniense como Cimón no hubiera querido perder una batalla la semana anterior a esa segunda votación. Abría un período para la discusión (o quizá la agitación), ya fuera de manera informal en la charla diaria o discursos públicos ante la asamblea ateniense o los tribunales atenienses.  En este proceso podía surgir un consenso, o consensos rivales.
El proceso de democratización de la influencia sobre los miembros de la élite de la sociedad ateniense podría haber envalentonado a la ciudadanía popular para la acción cívica, mientras que los ciudadanos prominentes podrían haberse sentido presionados para complacer a los que estaban por debajo de su posición social. En aquella época de espera, los ciudadanos atenienses de a pie debieron de sentir cierto poder sobre los miembros más importantes de su ciudad; a la inversa, los ciudadanos más prominentes tenían un incentivo para preocuparse por cómo les consideraban sus inferiores sociales.

## En política
En el mundo de la política se sigue empleando el término de ostracismo cuando se aparta a algún miembro o se le hace el vacío por no ser del agrado o del interés de los demás. A esto último se le denomina con el título de "persona no grata".